# Jack Buckner
Jack Richard Buckner (* 22. září 1961, Wells) je bývalý britský atlet, běžec na dlouhé tratě, mistr Evropy v běhu na 5 000 z roku 1986.

## Sportovní kariéra
V roce 1986 se nejprve stal mistrem Velké Británie v běhu na 5000 metrů. Následně na této trati zvítězil na evropském šampionátu ve svém nejlepším výkonu 13:10,15. V následující sezóně vybojoval na mistrovství světa v Římě bronzovou medaili za třetí místo v běhu na 5000 metrů.

## Osobní rekordy
- 5 000 metrů - 13:10,15 (1986)
- 10 000 metrů - 28:13,36 (1991)